# Gipsy.cz

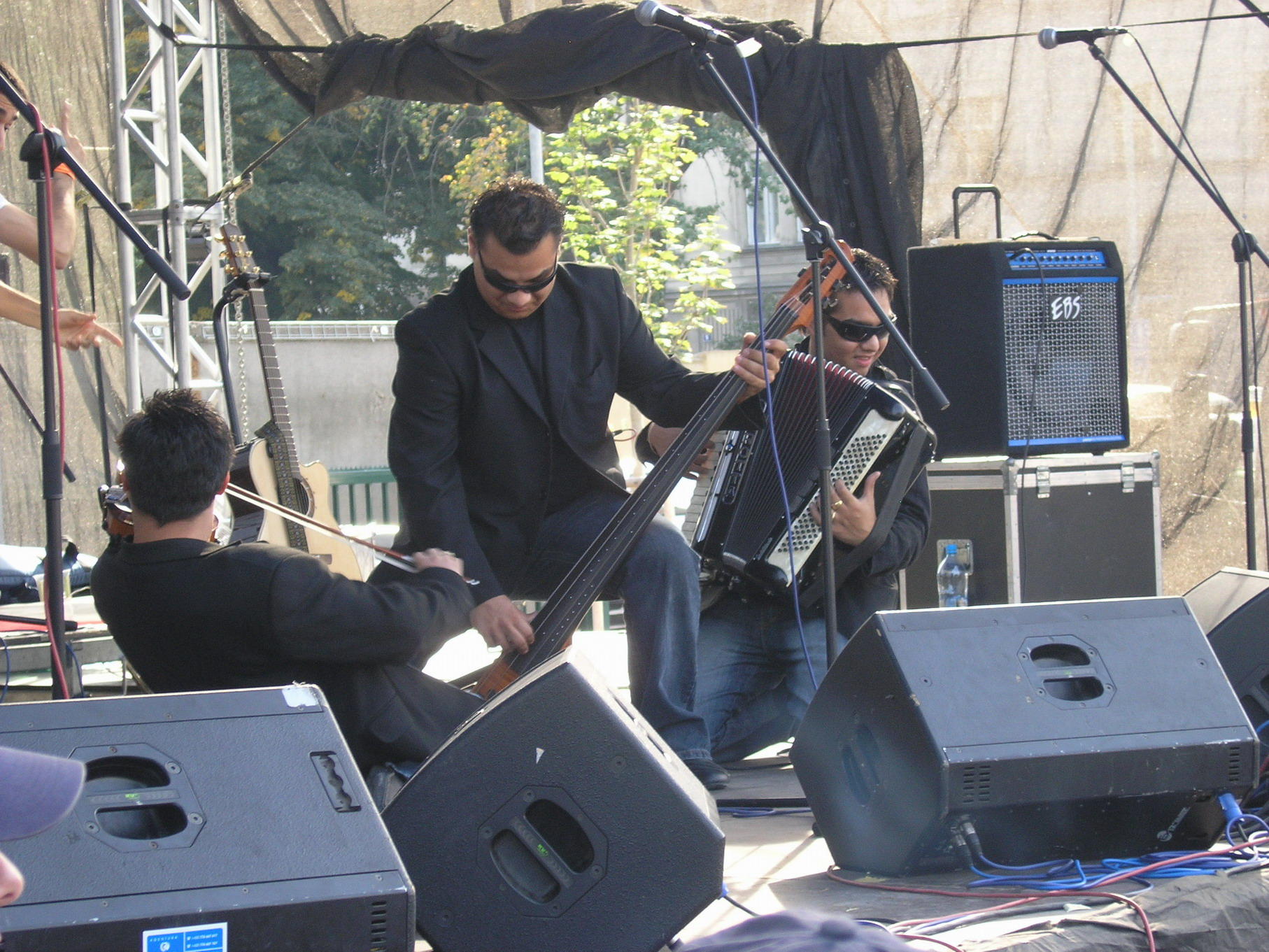
Gipsy.cz en 2007.

Gipsy.cz est un groupe de musique tchèque d'origine rom.

## Eurovision 2009
Ils représentent la République tchèque au Concours Eurovision de la chanson 2009 à Moscou, sans parvenir à accéder à la finale. En effet, lors de la première demi-finale qui a lieu le 12 mai 2009, leur chanson Aven Romale ne recueille aucun point.

## Membres
- Radoslav Banga aka Gipsy
- Vojta Lavička
- Petr Šurmaj
- Jan Šurmaj

## Discographie

### Romano Hip Hop(2006)
| No  | Titre             | Durée |
| --- | ----------------- | ----- |
| 1.  | Tajsa             | 2:49  |
| 2.  | Multin            | 3:52  |
| 3.  | 7/8               | 2:02  |
| 4.  | Romano Hip Hop    | 2:37  |
| 5.  | Palikeras Tumenge | 3:08  |
| 6.  | Ne, že ne         | 2:49  |
| 7.  | Jednou            | 3:11  |
| 8.  | Welcome to Prague | 3:56  |
| 9.  | Bengoro Hang      | 3:13  |
| 10. | Abacus            | 4:12  |
| 11. | Načalado Godi     | 3:00  |
| 12. | Tím, čím chcete   | 3:20  |
| 13. | Mira Daje         | 3:20  |
| 14. | Muloland          | 2:40  |
| 15. | Tečka             | 5:31  |

### Reprezent(2008)
| No  | Titre                                        | Durée |
| --- | -------------------------------------------- | ----- |
| 1.  | Benga beating                                | 2:42  |
| 2.  | Barvoslepej svět                             | 3:12  |
| 3.  | Dokud dejchám                                | 2:57  |
| 4.  | Večernice                                    | 3:51  |
| 5.  | Amen Savore                                  | 3:41  |
| 6.  | Amenca                                       | 3:15  |
| 7.  | Reprezent                                    | 3:14  |
| 8.  | Na cigánské svatbe                           | 2:04  |
| 9.  | Love love                                    | 3:49  |
| 10. | Gejza Ušti                                   | 2:35  |
| 11. | Dobrý den                                    | 3:09  |
| 12. | Udělej něco!                                 | 3:20  |
| 13. | Vítej                                        | 3:03  |
| 14. | A na závěr si s námi dejte trochu té Čunárny | 2:15  |